# كونستانس أبيرناثي
كونستانس أبيرناثي (بالإنجليزية: Constance Abernathy)‏ هي مهندسة معمارية أمريكية، ولدت في 20 يونيو 1931 في ديترويت في الولايات المتحدة، وتوفيت في 18 يونيو 1994.